# Vodni top
Vodni top je naprava, ki pod pritiskom »izstreljuje« močan curek vode. Običajno lahko vodni top prečrpa ogromne količine vode, sam curek pa lahko izstreli več deset metrov daleč. Uporabljajo se lahko za gašenje požarov, ali pa kot prisilno sredstvo pri hujših in/ali množičnih kršitvah javnega reda in miru. Njihova uporaba je najbolj razširjena v gašenju požarov.

## Gašenje požarov
Vodni topovi se prvič pojavijo na ladjah za gašenje požarov. Pred izumom vodnih topov, je bilo gašenje stavb in plovil veliko težje in tudi bolj nevarno. Prvo plovilo za gašenje požarov v Los Angelesu opremljeno z vodnim topom, je prišlo v uporabo 1. 8. 1919. Prvo tako plovilo v New Yorku pa je bil čoln »Marine 1«, ki je v uporabo prišel že 1. 2. 1891.

## Uporaba v izgredih
Prva uporaba vodnega topa, nameščenega na tovornjak, je bila v zgodnjih 1930. letih med izgredi v Nemčiji.
Sodobne različice vodnih topov so narejene tako, da upravljalca topa ne izpostavijo zunanjim nevarnostim, ampak se top upravlja z upravljalno palico, ki se nahaja znotraj vozila na katerem je top nameščen. Eden takih novejših modelov je nemški »Wawe 10.000«, ki ima kar 10.000-litrski rezervar vode, ki jo lahko izstreljuje v vse smeri s kar tremi vodnimi topovi, nameščenimi na strehi vozila. Vse tri topove se upravlja »na daljavo« iz notranjosti vozila. Vozilo ima na sprednji strani nameščena 2 topova s pretokom 20 litrov na sekundo in en top na zadnji strani, s pretokom 15 litrov na sekundo.

## Varnost
Uporaba vodnega topa na ljudeh lahko povzroči poškodbe in v nekaterih primerih celo smrt. Nekaj smrtnih primerov sicer ne gre pripisati sami moči vode, kot na primer smrtne žrtve v Indoneziji leta 1996 (voda iz topov je bila pomešana z amonijakom) , Zimbabwe leta 2007 (uporaba topov je sprožila paniko in teptanje ljudi), Turčija leta 2013 (voda je bila pomešana s tekočim solzivcem) in Ukrajina leta 2014 (vodni top je bil uporabljen v izjemno nizkih temperaturah kar je  pri neki osebi povzročilo pljučnico zaradi katere je oseba kasneje umrla). Južna Koreja v vodo meša barvilo, ki kasneje pomaga pri identifikaciji in aretaciji tistih, ki so povzročali nemire.
Vodni topovi za uporabo v nemirih leta 1960 so bili pravzaprav le rahlo prirejena gasilska vozila. Že takrat je bila moč topa tolikšna, da je protestnike metalo po tleh in jim trgalo oblačila.
30. septembra 2010 je med demonstracijami v Nemčiji vodni curek iz vodnega topa zadel v obraz enega od protestnikov, ki je zaradi poškodbe oči skoraj popolnoma oslepel. Ta incident je bil ujet na kamere in je kasneje sprožil nacionalno debato o nasilju policije in o zakonitosti uporabe vodnega topa nad demonstranti.

## Vodni top in mediji
Prisotnost medijev na izgredih ima velik vpliv nad tem, ali bo vodni top uporabljen ali ne. Na policiji je ob prisotnosti medijev velik pritisk, saj mediji uporabo vodnega topa skoraj vedno predstavijo v slabi luči. Prav to naj bi bil razlog, da policija vodnih topov v nekaterih državah ne uporablja bolj pogosto.

## Dodatki/izpeljave

### Barva
Kot že prej omenjeno, so se nekatere policijske sile (natančneje Južna Koreja in Indonezija) odločile, da v vodo dodajo barvilo. Tako je bila voda še vedno uporabljena kot sredstvo prisile, zraven pa je bil to tudi način označevanja izgrednikov. Velika Britanija, ki je omenjeni top prodala Indoneziji, je dejanje obsodila, kljub temu, da so isto stvar naredili sami med izgredi v Severni Irski. Večina novejših vodnih topov že ponuja možnost, da se vodi doda solzivec.

### Naelektren vodni curek
Leta 2004, je podjetje Jaycor Tactical Systems začelo izvajati poiskuse z namenom, da bi dobili vodni curek, ki bi poleg sile vode, bil tudi naelektren. Vodi so dodali sol (boljša prevodnost) in različne aditive, da bi zmanjšali »razbijanje« curka na posamezne kapljice. Uspelo jim je dobiti naelektreni curek z dometom do 6 metrov. Električnega vodnega topa niso nikoli testirali na ljudeh.